# Amici Soundcheck
Amici Soundcheck è la quindicesima compilation di Amici di Maria De Filippi, pubblicata il 19 novembre 2021 in edizione limitata, seconda compilation di Amici (nello stesso anno) per la seconda volta nella storia, dopo il 2009.
La compilation è stata pubblicata durante la ventunesima edizione di Amici di Maria De Filippi.

## Tracce
1. Albe – Millevoci – 3:03 – prod. Tom Beaver
2. Ale – 2 minuti – 2:40 – prod. B-CROMA
3. Alex – Sogni al cielo – 3:01 – prod. Katoo
4. LDA – Quello che fa male – 2:30 – prod. D.Whale
5. Luigi Strangis – Vivo – 3:07 – prod. Breil
6. Nicol Castagna – Onde – 2:49 – prod. Zef
7. Rea – Avrei solo voluto – 3:18 – prod. Mr. Monkey
8. Tommaso Cesana – Solo per paura – 2:53 – prod. Michele Canova Iorfida
9. Simone Russo – Da ricchi noi – 2:31 – prod. Bias
10. Sissi – Come come – 2:53 – prod. Riccardo Scirè	e Adel Al Kassem
11. Tommaso Cesana – Catene – 3:46 – prod. Michele Canova Iorfida
12. Rea – Sotto la pelle – 2:55 – prod. Zef
13. Nicol Castagna – Spotify – 2:59 – prod. Katoo
14. Luigi Strangis – Muro – 2:34 – prod. Michele Canova Iorfida
15. LDA – Sai – 2:51 – prod. D.Whale
16. Albe – Così bello – 2:14 – prod. Zef
17. Alex – Tra i silenzi (Roma) – 2:32 – prod. Katoo